# Campigny, Calvados

Campigny este o comună în departamentul Calvados, Franța. În 1 ianuarie 2022 avea o populație de 185 de locuitori.